# St. Johns County
St. Johns County is een county in de Amerikaanse staat Florida.
De county heeft een landoppervlakte van 1.577 km² en telt 123.135 inwoners (volkstelling 2000). De hoofdplaats is St. Augustine.

## PGA
In Ponte Vedra Beach is het kantoor van de Amerikaanse Professional Golfers Association (PGA) en de eerste Tournament Players Club. Deze is op de Sawgrass Golf Club, die twee 18 holesbanen heeft, de Valleibaan aan de oceaan en de Stadiumbaan, waar sinds 1982 The Players Championship wordt gespeeld.